# Рунув (Мазовецьке воєводство)
Рунув (пол. Runów) — село в Польщі, у гміні Пясечно Пясечинського повіту Мазовецького воєводства.
Населення — 395 осіб (2011).
У 1975-1998 роках село належало до Варшавського воєводства.

## Демографія
Демографічна структура станом на 31 березня 2011 року:
|          | Загалом | Допрацездатний вік | Працездатний вік | Постпрацездатний вік |
| -------- | ------- | ------------------ | ---------------- | -------------------- |
| Чоловіки | 197     | 39                 | 145              | 13                   |
| Жінки    | 198     | 45                 | 125              | 28                   |
| Разом    | 395     | 84                 | 270              | 41                   |